# 비행선

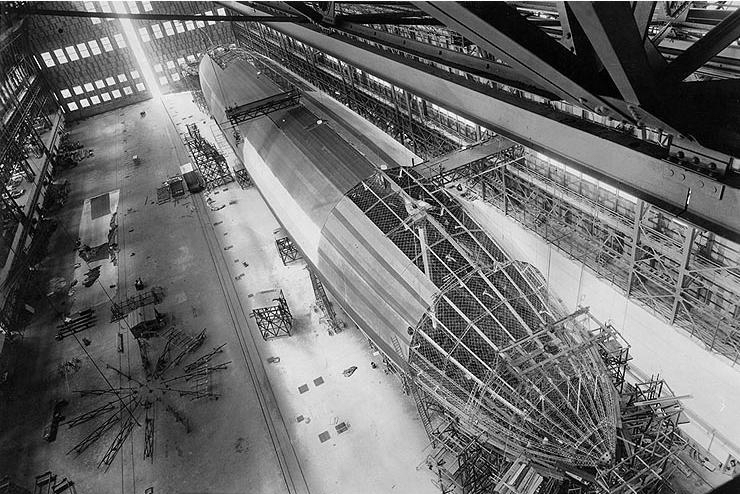
건조 중인 미국의 USS 셰난도(Shenandoah)호 (ZR-1), 1923

비행선(飛行船, 영어: Airship 또는 Dirigible balloon)은 양력을 이용하는 비행기나 헬리콥터와는 달리 수소나 헬륨처럼 가벼운 기체의 부력을 이용하여 하늘을 나는 항공기이다.

## 같이 보기
- 체펠린
- 기구
  - 가스기구